# 侵害犯
侵害犯（しんがいはん）とは、犯罪の成立に際し、現実に法益侵害が発生したとされる犯罪のことを言う。
これに対し、法益の侵害が現実に発生していない段階であっても、法益侵害のおそれがあれば実現する犯罪を危険犯という。

## 概説
多くの罪がこれに該当し、そもそも犯罪が成立するためには、法益を侵害している必要がある（殺人罪の場合は人の生命、窃盗罪の場合には他人の財物など）。実際に法益を侵害されない限り犯罪としては成立しない犯罪である。例えば、殺人罪の場合、人の生命の法益が侵害される危険性があったとしても、実際に人の生命という法益が侵害しなければ本罪は成立しない。